# 城南庄会议
城南庄会议是1948年4月30日至5月7日在河北省阜平县西南12.8公里处城南庄召开的中共中央书记处扩大会议。中共中央书记处五大书记毛泽东、刘少奇、周恩来、朱德、任弼时和李先念、张际春、陈毅、粟裕、彭真、聂荣臻、黄敬、罗瑞卿、薄一波等出席。

## 历史
1948年3月20日，中央前委从陕北东渡黄河和中央后委会合后，率中央机关赴晋察冀解放区，4月13日抵达城南庄与中央工委会合。4月25日毛泽东致电粟裕请他到中共中央开会研究华野三个纵队是否渡江南下外线作战问题。4月29日粟裕等人到达城南庄。4月30日在晋察冀军区驻地城南庄召开书记处扩大会议。会议讨论通过了“军队向前进，生产长一寸，加强纪律性”三方面的事项。会议还通过了会议经毛泽东修改的《中共中央纪念“五一”劳动节口号》。会议决定将晋察冀与晋冀鲁豫合并为华北解放区，设立中原大区党政军机关。

## 纪念
毛泽东说：“到了晋察冀，就像当年在江西到了兴国一样，群众见了我们都是笑逐颜开的。”1948年5月18日，毛泽东在城南庄的住所遭到国军空军的猛烈轰炸。
城南庄革命纪念馆，建于1972年，完整保留了晋察冀军区司令部和毛泽东等中央领导同志工作和生活旧址，1982年被省政府确定为省重点文物保护单位；1994年以来先后被省市列为爱国主义教育示范基地；1996年被定为国家级文物保护单位。是全国爱国主义教育基地，全国重点文物保护单位（晋察冀边区政府及军区司令部旧址）。